# Dominique Eddé
Pour les articles homonymes, voir Eddé.
 (janvier 2021).
Si vous disposez d'ouvrages ou d'articles de référence ou si vous connaissez des sites web de qualité traitant du thème abordé ici, merci de compléter l'article en donnant les références utiles à sa vérifiabilité et en les liant à la section « Notes et références ».
Dominique Eddé, née le 18 février 1953 à Beyrouth, est une romancière, essayiste, traductrice et enseignante libanaise.

## Biographie
De mère franco-égyptienne d'Alexandrie et de père libanais issu d'une famille maronite, Dominique Eddé est née à Beyrouth le 18 février 1953. Elle est l'autrice de romans et d'essais qui gravitent pour la plupart autour du Moyen-Orient. Historienne de formation, elle a mené ses études supérieures à Beyrouth puis à l'université Paris-Sorbonne, avec Dominique Chevallier pour directeur de maîtrise.
Son parcours éclectique commence en 1972 au quotidien Al Safa à Beyrouth, où elle assiste Etel Adnan dans les pages culturelles. Elle enseigne durant ces mêmes années dans une école du camp de palestiniens de Chatila et participe aux activités de l'ONG Amal, destinée à aider les prostituées à protéger leurs enfants du milieu. Après trois ans d'études à Paris, elle revient à Beyrouth en 1977, y enseigne le français dans une école gouvernementale du quartier sunnite de Zarif.
L'année suivante, elle entre comme attachée de presse aux Éditions du Seuil à Paris. Elle collabore également au Monde des Livres. Elle donne sa démission au Seuil en 1983 et entre peu après à la FAO (Organisation des Nations unies pour l'alimentation et l'agriculture) à Rome. Elle y occupe deux postes — auprès du Directeur général puis dans le secteur des forêts —, et quitte Rome en 1988.
Elle publie son premier livre en 1989 : Lettre posthume. Elle fait des travaux d’édition et de traduction en free lance, assiste notamment Ghassan Tuéni dans ses écrits en langue française.
Elle fonde avec France Cottin les Éditions du Cyprès en 1990, conçoit et lance dans ce cadre la mission photographique du centre-ville de Beyrouth en ruines avec six grands photographes : Robert Frank, Josef Koudelka, Gabriele Basilico, Fouad El-Khoury, René Burri et Raymond Depardon. La publication trilingue, arabe, anglais, français de l'ouvrage, préfacé par elle, est suivie d’une grande exposition au Palais de Tokyo  à Paris, sous la direction de Robert Delpire. Des milliers d’exemplaires brûlent dans le hangar où ils étaient entreposés. Le livre, Beyrouth Centre-Ville 1991, est désormais quasi introuvable.
En 1992, elle se rend au Caire avec Robert Frank et Dina Haidar pour y réaliser un petit film intitulé Box of Memory. La maladie interrompt ses activités d’éditrice.
À la fin des années 1990, elle collabore à la Revue d'études palestiniennes, publie des articles d’opinions dans la presse . Elle publie en 1999 Pourquoi il fait si sombre ?, suivi d’un livre d'entretiens avec le psychanalyste André Green.  
Elle suit au cours des années 1999-2000 une formation de psychothérapeute au Centre Alfred-Binet à Paris. En mars 2001, à la veille de se rendre à Beyrouth avec l'historien Pierre Vidal-Naquet, pour un colloque intitulé « Mémoire pour l'avenir », elle rédige une pétition réclamant l'interdiction de la tenue d'un congrès négationniste dans la capitale libanaise. Des intellectuels arabes de renom signent le texte, publié par le quotidien français Le Monde le 16 mars 2001. Le congrès est interdit. Elle initie plusieurs autres pétitions relatives au conflit israélo-palestinien.
À la suite des massacres perpétrés à Charlie Hebdo, en janvier 2015, elle se mobilise avec l'historienne Sophie Bessis et le militant Tewfik Allal pour réunir des centaines de signatures d'auteurs, chercheurs, artistes arabes et/ou musulmans autour d'un texte — « Nous ne céderons pas à la peur » —,  en solidarité avec les victimes, en résistance contre les terroristes intégristes. La page du Monde est traduite et reprise par différents journaux à l'étranger.
Vivant une large partie de son temps sur une île en Turquie à partir de 2004, elle continue de se rendre à Paris et Beyrouth. En 2016, elle décide de quitter définitivement Paris, de revenir au Liban. Elle confie à l'architecte Joseph Al Hourany le soin de rédiger et publier un livre sur son père, l'architecte Henri Eddé. Publié par l’Académie libanaise des beaux-arts en septembre 2019, l'ouvrage contient notamment la reconstitution des relevés de plans qui avaient été incendiés au début de la guerre civile. Deux fois ministre, Henri Eddé démissionne la première fois, et est révoqué la seconde pour avoir voulu encourager l'enseignement public au Liban. Il démissionne une troisième fois de son poste de directeur du plan de reconstruction du centre-ville de Beyrouth en raison d’un désaccord majeur avec son promoteur : le futur Premier ministre, Rafiq Hariri. Suit un livre, Le Liban d'où je viens, dénonçant la corruption et l'indigence de l'État.
Sa sœur, Anne-Marie Eddé, historienne médiéviste, spécialiste du Proche-Orient et des croisades, est l'auteur notamment de Saladin, publié aux Éditions Flammarion, en 2008.
En 2018, Dominique Eddé met sur pied avec Isabelle Helou une structure non lucrative — Khayt Al Zaman, Le Temps brodé —, consacrée à soutenir un atelier de tissage à Ersal dans le Nord-Est du Liban (éprouvé par l'occupation de Daech en 2014) ainsi qu'à Beyrouth, un atelier de femmes brodeuses, exilées de leurs pays par la guerre.
Le 9 mars 2019, elle publie dans L'Orient-Le Jour une « Lettre à Alain Finkielkraut », d'abord adoptée puis refusée par Le Monde. Cette lettre contient toutes les grandes lignes de son engagement politique qui refuse de céder le débat à la logique binaire du pour ou contre. Elle sera consultée sur les réseaux sociaux par plusieurs centaines de milliers de personnes.
Ses amitiés avec des artistes, écrivains, aussi différents, voire opposés, que Jean Genet, Emil Cioran, Federico Fellini, Josef Koudelka ou Edward Saïd, occupent une part non négligeable de ses travaux. Voir notamment Le Crime de Jean Genet et Edward Said : le roman de sa pensée.
Son combat contre la politique israélienne et contre l'antisémitisme n'a jamais fait qu'un. Inclassable est un mot qui revient souvent à son sujet. En mai 2018, elle est signataire d'une pétition pour boycotter la saison culturelle croisée « France-Israël » qui, selon l'objet de la pétition, sert de « vitrine » à l'État d'Israël au détriment du peuple palestinien. « Elle a souvent réclamé l'enseignement de la Shoah dans les écoles des pays arabes. Avec Edward Said elle s'est opposée aux thèses de Roger Garaudy, en vogue au Moyen-Orient ».  Elle fait partie des signataires de l'appel des 108 à Emmanuel Macron pour sauver l'hôpital public, le 1er octobre 2019.

## Prix
Elle a reçu le prix Phénix pour Lettre posthume, en 1989, puis le prix Charles Oulmont pour Cerf-Volant, en 2004, et le prix Découverte des Grands prix nationaux pour Pourquoi il fait si sombre ?, en juin 1999.
À partir de la parution en 2012 de Kamal Jann,  elle fait part à l’éditeur de son souhait de ne pas recevoir de prix. Ce roman prémonitoire, achevé en 2010, annonce l'insurrection de 2011 et la mainmise d'Israël sur tout Jérusalem. Quatre de ses ouvrages sont traduits en anglais par Ros Schwartz. Deux en italien. Un, en allemand.

## Œuvre
- Lettre posthume, Paris, Gallimard, coll. « L'Arpenteur », mai 1989, 135 p. (ISBN 978-2-07-078013-6, BNF 35030952)
- Beyrouth Centre-Ville 1991, Ed. du Cyprès
- Pourquoi il fait si sombre ?, Paris, Seuil, coll. « Fiction & Cie », 29 décembre 1998, 188 p. (ISBN 978-2-02-035042-6, BNF 37006701)
- Cerf-volant, Paris, Gallimard, coll. « L'Arpenteur », 9 septembre 2003, 260 p. (ISBN 978-2-07-073461-0, BNF 39075355) prix Charles Oulmont 2004
- avec Francesco Bonami (ill. Gabriele Basilico), Beyrouth 1991, Cherbourg, Le Point du jour, 2004, 171 p. (ISBN 978-2-912132-35-2, BNF 39139404)
- avec André Green, La Lettre et la Mort : Promenade d'un psychanalyste à travers la littérature : Proust, Shakespeare, Conrad, Borges... : Entretiens avec Dominique Eddé, Paris, Denoël, coll. « Médiations », 17 février 2004, 189 p. (ISBN 978-2-207-25434-9, BNF 39160685)
- Le Crime de Jean Genet, Paris, Seuil, coll. « Réflexion », 15 mars 2007, 141 p. (ISBN 978-2-02-091332-4, BNF 41015276)[15].
- Kamal Jann : roman, Paris, Albin Michel, 2012, 400 p. (ISBN 978-2-226-23837-5)[16] prix Anna-de-Noailles de l’Académie française en 2013
- Edward Saïd : le roman de sa pensée, La Fabrique, 2017[17].
- Le Palais Mawal, Albin Michel, 2024.

### Œuvre collective
- Ilf Eddine Bencheikh, André Miquel, Dominique Eddé et al., Pour Jamel Eddine Bencheikh, Houilles, Manucius, coll. « Orients », 10 mars 2008, 93 p. (ISBN 978-2-84578-080-4, BNF 41203214)Ouvrage collectif consacré à Jamel Eddine Bencheikh (1930-2005), réunissant des textes de : Ilf Eddine Bencheikh, André Miquel, Dominique Eddé, Arlette Albert-Birot, André Mandouze, Benjamin Stora, Mohammed Berrada, Bruno Halff, Hammadi Sammoud, Jean-Pierre Siméon, Jean-Claude Xuereb, Jean-Marie Barnaud, Amin Khan, Claude Boutet, Djamel Meskache, Jean-Jacques Gonzales, Claudine Ginet Bencheikh, Nacer Khémir.

### Traductions
- George Emile Irani (auteur) et Dominique Eddé (traductrice), Le Saint-Siège et le conflit du Proche-Orient [« The Papacy and Middle East : the role of the Holy See in the Arabi-Israeli conflict, 1962-1984 »], Paris, Desclée De Brouwer, coll. « Diwan », 1991, 186 p. (ISBN 978-2-220-03199-6, BNF 35419305)
- Edward Said (auteur), Paul Chemla (traducteur) et Dominique Eddé (révision de la traduction), Des intellectuels et du pouvoir [« Representations of the intellectual »], Paris, Seuil, coll. « Essais », 1996, 139 p. (ISBN 978-2-02-029388-4, BNF 35848015)
- Edward Said (auteur), Dominique Eddé (traductrice) et Éric Hazan (traducteur), Israël, Palestine : l'égalité ou rien, Paris, La Fabrique, 1999, 189 p. (ISBN 978-2-913372-03-0, BNF 37181829), Recueil, apparemment inédit en anglais, d'articles publiés de 1993 à 1999 dans diverses revues.
- Hrant Dink (auteur), Emre Ülker (traducteur) et Dominique Eddé (traductrice) (trad. du turc, préf. Jean Kéhayan), Deux peuples proches, deux voisins lointains [«  Ikiyakin halk, iki uzak komşu »], Arles, Actes Sud, coll. « Bleu », 2009, 200 p. (ISBN 978-2-7427-8780-7, BNF 42107049)